# Xu Yifan

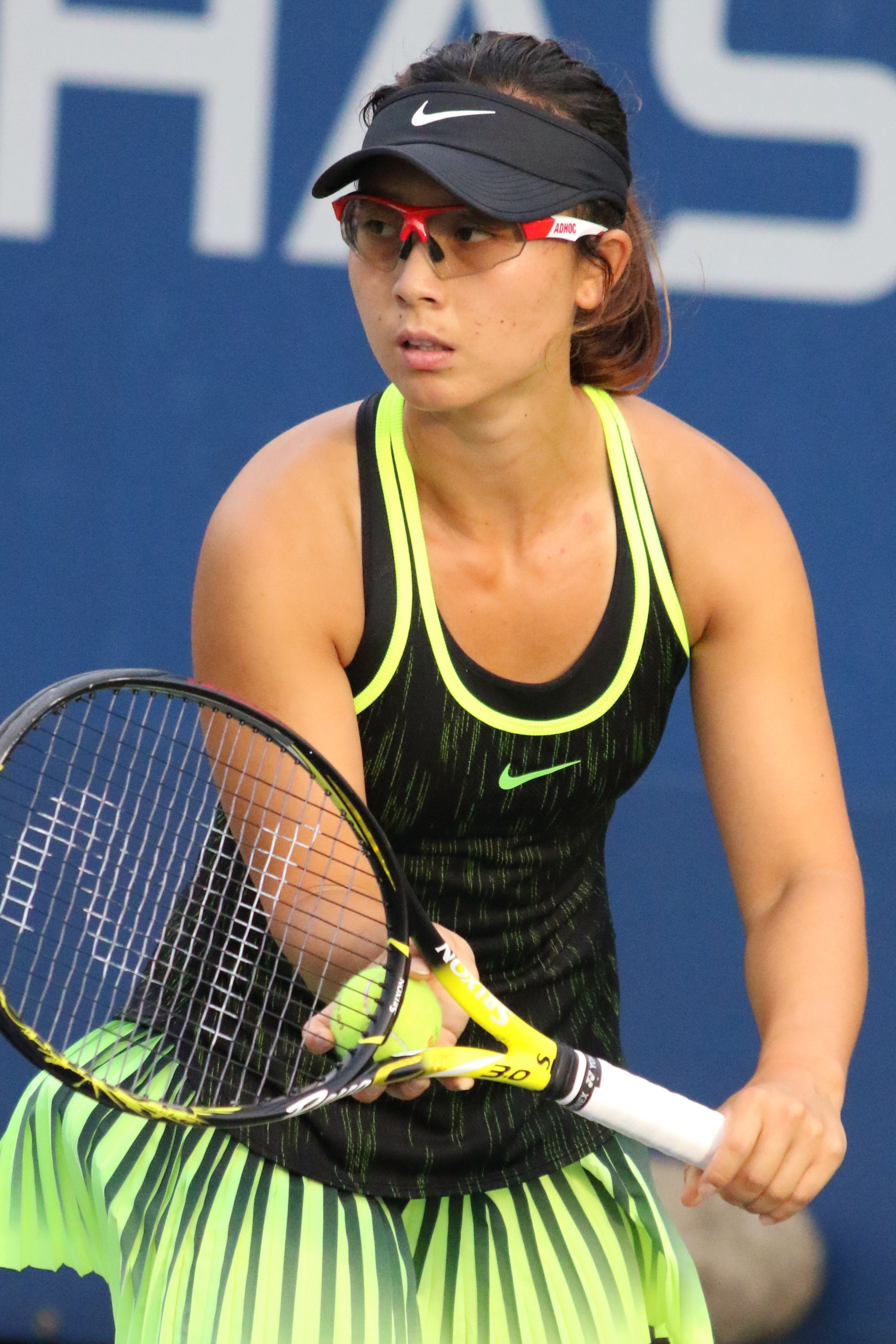
US Open 2016

Dit is een Chinese naam; de familienaam is Xu.
Xu Yifan (Tianjin, 8 augustus 1988) is een professioneel tennisspeelster uit China. Zij begon met tennis toen zij zes jaar oud was. Haar favoriete ondergrond is gravel. Zij speelt linkshandig en heeft een tweehandige backhand. Zij is actief in het internationale tennis sinds 2005.

## Loopbaan

### Enkelspel
Xu Yifan wist zich in 2005 voor het eerst te kwalificeren voor de hoofdtabel van een ITF-toernooi, in Nanjing – zij bereikte de tweede ronde, door de Australische Casey Dellacqua te verslaan. Zij won één ITF-titel, in 2014 in Nanning (China). Op het WTA-circuit nam zij in 2007 voor het eerst deel aan een hoofdtoernooi, in Peking.

### Dubbelspel
Xu Yifan is in het dubbelspel succesvoller dan in het enkelspel. Zij pakte haar eerste ITF-titel in 2006, op het toernooi van Tarakan (Indonesië), samen met landgenote Xia Huan. In totaal won zij 21 ITF-titels.
Met haar landgenote Han Xinyun bereikte zij tweemaal de finale van het WTA-toernooi van Peking, in 2007 en in 2008. Pas in 2013 won zij haar eerste WTA-titels, in Seoel met de Taiwanese Chan Chin-wei, en in Nanjing met de Japanse Misaki Doi. In 2016 nam zij deel aan de Olympische spelen in Rio de Janeiro, samen met Zheng Saisai – zij bereikten de tweede ronde, door de Oekraïense tweeling Kitsjenok te verslaan. Later dat jaar was zij gekwalificeerd om deel te nemen aan het eindejaarskampioenschap in Zhuhai, samen met Zheng Saisai, die zich evenwel vlak voor aanvang van het toernooi afmeldde en werd vervangen door de Turkse İpek Soylu – zij wonnen de titel van dit kampioenschap van het tweede echelon.
De eerste keer dat Xu Yifan samenspeelde met Gabriela Dabrowski, wonnen zij meteen de titel van het Premier Mandatory-toernooi van Miami in 2017. Met deze Canadese partner won zij voorts het WTA-toernooi van New Haven 2017, het WTA-toernooi van Sydney 2018 en het WTA-toernooi van Eastbourne 2018, alle drie van de categorie Premier. Een jaar later bereikten zij de finale van Wimbledon, die zij verloren van Hsieh Su-wei en Barbora Strýcová. Daarmee kwam zij binnen in de top tien van de wereldranglijst.
Haar hoogste notering op de WTA-ranglijst is de 7e plaats, die zij bereikte in januari 2020, na het winnen van het WTA-toernooi van Adelaide, nu met de Amerikaanse Nicole Melichar aan haar zijde. In de loop van 2020 daalde zij naar de tiende plek, maar door het bereiken van de finale van het toernooi van Cincinnati alsmede de finale van het US Open, beide weer met Melichar, kwam zij terug op de 7e positie. In mei 2021 zakte zij echter weg uit de top tien en in februari 2022 zelfs buiten de top 50.

#### Gemengd dubbelspel
In deze discipline bereikte Xu Yifan de finale op Wimbledon 2023, samen met de Belg Joran Vliegen – zij verloren de eindstrijd van Ljoedmyla Kitsjenok en Mate Pavić.

### Tennis in teamverband
In de periode 2019–2022 maakte Xu deel uit van het Chinese Fed Cup-team – zij behaalde daar een winst/verlies-balans van 9–3.

## Posities op deWTA-ranglijst
Positie per einde seizoen:
| jaar | rang enkelspel | rang dubbelspel |
| ---- | -------------- | --------------- |
| 2005 | 850            | –               |
| 2006 | 423            | 352             |
| 2007 | 357            | 124             |
| 2008 | 297            | 92              |
| 2009 | 402            | 226             |
| 2010 | 277            | 121             |
| 2011 | 313            | 148             |
| 2012 | 261            | 151             |
| 2013 | 350            | 99              |
| 2014 | 182            | 75              |
| 2015 | 205            | 49              |
| 2016 | 417            | 20              |
| 2017 | 667            | 16              |
| 2018 | 1170           | 12              |
| 2019 | –              | 8               |
| 2020 | –              | 9               |
| 2021 | –              | 37              |
| 2022 | –              | 15              |
| 2023 | –              | 55              |

## Palmares
| Legenda                | Legenda                  |
| ---------------------- | ------------------------ |
| Grandslamtoernooi      |                          |
| Olympische Spelen      |                          |
| Year-End Championships |                          |
| tot 2009               | 2009 – 2020 / vanaf 2021 |
| Tier I                 | Premier Mandatory        |
| Tier II                | Premier Five / WTA 1000  |
| Tier III               | Premier / WTA 500        |
| Tier IV & V            | International / WTA 250  |
|                        | Challenger / WTA 125     |

### WTA-finaleplaatsen enkelspel
geen

### WTA-finaleplaatsen vrouwendubbelspel
| nr.              | finale     | toernooi         | ondergrond    | partner            | tegenstandsters                                | score            |         |
| ---------------- | ---------- | ---------------- | ------------- | ------------------ | ---------------------------------------------- | ---------------- | ------- |
| gewonnen finales |            |                  |               |                    |                                                |                  |         |
| 01.              | 2013-09-22 | WTA Seoel        | hardcourt     | Chan Chin-wei      | Raquel Kops-Jones Abigail Spears               | 7-5, 6-3         | details |
| 02.              | 2013-11-03 | WTA Nanjing      | hardcourt     | Misaki Doi         | Jaroslava Sjvedova Zhang Shuai                 | 6-1, 6-4         | details |
| 03.              | 2015-08-09 | WTA Stanford     | hardcourt     | Zheng Saisai       | Anabel Medina Garrigues Arantxa Parra Santonja | 6-1, 6-3         | details |
| 04.              | 2015-10-18 | WTA Tianjin      | hardcourt     | Zheng Saisai       | Darija Jurak Nicole Melichar                   | 6-2, 3-6, [10-8] | details |
| 05.              | 2016-11-06 | Elite Trophy     | hardcourt (i) | İpek Soylu         | Yang Zhaoxuan You Xiaodi                       | 6-4, 3-6, [10-7] | details |
| 06.              | 2017-04-02 | WTA Miami        | hardcourt     | Gabriela Dabrowski | Sania Mirza Barbora Strýcová                   | 6-4, 6-3         | details |
| 07.              | 2017-08-26 | WTA New Haven    | hardcourt     | Gabriela Dabrowski | Ashleigh Barty Casey Dellacqua                 | 3-6, 6-3, [10-8] | details |
| 08.              | 2018-01-12 | WTA Sydney       | hardcourt     | Gabriela Dabrowski | Latisha Chan Andrea Sestini-Hlaváčková         | 6-3, 6-1         | details |
| 09.              | 2018-06-30 | WTA Eastbourne   | gras          | Gabriela Dabrowski | Irina-Camelia Begu Mihaela Buzărnescu          | 6-3, 7-5         | details |
| 10.              | 2019-05-25 | WTA Neurenberg   | gravel        | Gabriela Dabrowski | Sharon Fichman Nicole Melichar                 | 4-6, 7-6, [10-5] | details |
| 11.              | 2020-01-17 | WTA Adelaide     | hardcourt     | Nicole Melichar    | Gabriela Dabrowski Darija Jurak                | 2-6, 7-5, [10-5] | details |
| 12.              | 2022-03-19 | WTA Indian Wells | hardcourt     | Yang Zhaoxuan      | Asia Muhammad Ena Shibahara                    | 7-5, 7-6         | details |
| 13.              | 2022-08-07 | WTA San José     | hardcourt     | Yang Zhaoxuan      | Shuko Aoyama Chan Hao-ching                    | 7-5, 6-0         | details |
| 14.              | 2023-05-27 | WTA Straatsburg  | gravel        | Yang Zhaoxuan      | Desirae Krawczyk Giuliana Olmos                | 6-3, 6-2         | details |
| 15.              | 2024-08-24 | WTA Cleveland    | hardcourt     | Cristina Bucșa     | Shuko Aoyama Eri Hozumi                        | 3-6, 6-3, [10-6] | details |
| verloren finales |            |                  |               |                    |                                                |                  |         |
| 01.              | 2007-09-23 | WTA Peking       | hardcourt     | Han Xinyun         | Chuang Chia-jung Hsieh Su-wei                  | 6-7, 3-6         | details |
| 02.              | 2008-09-28 | WTA Peking       | hardcourt     | Han Xinyun         | Anabel Medina Garrigues Caroline Wozniacki     | 1-6, 3-6         | details |
| 03.              | 2014-07-27 | WTA Nanchang     | hardcourt     | Chan Chin-wei      | Chuang Chia-jung Junri Namigata                | 6-7, 3-6         | details |
| 04.              | 2016-01-09 | WTA Shenzhen     | hardcourt     | Zheng Saisai       | Vania King Monica Niculescu                    | 1-6, 4-6         | details |
| 05.              | 2016-10-16 | WTA Tianjin      | hardcourt     | Magda Linette      | Christina McHale Peng Shuai                    | 6-7, 0-6         | details |
| 06.              | 2018-10-07 | WTA Peking       | hardcourt     | Gabriela Dabrowski | Andrea Sestini-Hlaváčková Barbora Strýcová     | 6-4, 4-6, [8-10] | details |
| 07.              | 2019-05-11 | WTA Madrid       | gravel        | Gabriela Dabrowski | Hsieh Su-wei Barbora Strýcová                  | 3-6, 1-6         | details |
| 08.              | 2019-07-14 | Wimbledon        | gras          | Gabriela Dabrowski | Hsieh Su-wei Barbora Strýcová                  | 2-6, 4-6         | details |
| 09.              | 2020-08-29 | WTA Cincinnati   | hardcourt     | Nicole Melichar    | Květa Peschke Demi Schuurs                     | 1-6, 6-4, [4-10] | details |
| 10.              | 2020-09-11 | US Open          | hardcourt     | Nicole Melichar    | Laura Siegemund Vera Zvonarjova                | 4-6, 4-6         | details |
| 11.              | 2021-03-13 | WTA Dubai        | hardcourt     | Yang Zhaoxuan      | Alexa Guarachi Darija Jurak                    | 0-6, 3-6         | details |
| 12.              | 2024-05-24 | WTA Rabat        | gravel        | Anna Danilina      | Irina Chromatsjova Jana Sizikova               | 3-6, 2-6         | details |

### Finaleplaatsen gemengd dubbelspel
| nr.              | finale     | toernooi  | ondergrond | partner       | tegenstanders                  | score         |         |
| ---------------- | ---------- | --------- | ---------- | ------------- | ------------------------------ | ------------- | ------- |
| gewonnen finales |            |           |            |               |                                |               |         |
| geen             |            |           |            |               |                                |               |         |
| verloren finales |            |           |            |               |                                |               |         |
| 1.               | 2023-07-13 | Wimbledon | gras       | Joran Vliegen | Ljoedmyla Kitsjenok Mate Pavić | 4-6, 7-6, 3-6 | details |

## Resultaten grandslamtoernooien
| Legenda | Legenda                          |
| ------- | -------------------------------- |
| g.t.    | geen toernooi gehouden           |
| l.c.    | lagere categorie                 |
| –       | niet deelgenomen                 |
| G       | uitgeschakeld in de groepsfase   |
| 1R      | uitgeschakeld in de eerste ronde |
| 2R      | uitgeschakeld in de tweede ronde |
| 3R      | uitgeschakeld in de derde ronde  |
| 4R      | uitgeschakeld in de vierde ronde |
| KF      | uitgeschakeld in de kwartfinale  |
| HF      | uitgeschakeld in de halve finale |
| F       | de finale verloren               |
| W       | het toernooi gewonnen            |
| w-v     | winst/verlies-balans             |

### Enkelspel
| toernooi        | 2015 |
| --------------- | ---- |
| Australian Open | –    |
| Roland Garros   | –    |
| Wimbledon       | 1R   |
| US Open         | –    |

### Vrouwendubbelspel
| toernooi        | 2014 | 2015 | 2016 | 2017 | 2018 | 2019 | 2020 | 2021 | 2022 | 2023 | 2024 |
| --------------- | ---- | ---- | ---- | ---- | ---- | ---- | ---- | ---- | ---- | ---- | ---- |
| Australian Open | –    | 1R   | HF   | KF   | KF   | 1R   | 1R   | 2R   | 3R   | –    | 1R   |
| Roland Garros   | –    | 2R   | KF   | 3R   | 3R   | KF   | –    | 2R   | KF   | 3R   | 1R   |
| Wimbledon       | –    | 1R   | 1R   | 1R   | HF   | F    | g.t. | –    | 3R   | 1R   | 2R   |
| US Open         | KF   | 1R   | 3R   | KF   | 2R   | KF   | F    | –    | 3R   | 1R   |      |

### Gemengd dubbelspel
| Australian Open | –  | 2R | 1R | 1R | –  |
| Roland Garros   | 2R | 1R | 2R | 1R | –  |
| Wimbledon       | –  | 1R | –  | –  | F  |
| US Open         | 1R | –  | –  | –  | KF |